# Episodi di Kırmızı Oda (seconda stagione)
La seconda stagione del serial televisivo drammatico turco Kırmızı Oda, composta da 19 puntate da 150 minuti circa, è andata in onda in Turchia su TV8 dal 17 settembre 2021 al 18 febbraio 2022.
| n° | Titolo originale                        | Prima TV Turchia  | Prima TV Italia |
| -- | --------------------------------------- | ----------------- | --------------- |
| 1  | Herkes Yitirdiği Çocukluğunu Arar       | 17 settembre 2021 | inedita         |
| 2  | Geçmiş Gölgedir, Işığa Çık              | 24 settembre 2021 | inedita         |
| 3  | Benim Hayatım, Annem Doğduğunda Başladı | 1º ottobre 2021   | inedita         |
| 4  | En Büyük Sır Sensin                     | 8 ottobre 2021    | inedita         |
| 5  | Gerçekler Aydınlığı Sever               | 15 ottobre 2021   | inedita         |
| 6  | Sonunu Bildiğin Kabustan Korkar Mısın?  | 22 ottobre 2021   | inedita         |
| 7  | Sözcükler Nefestir                      | 29 ottobre 2021   | inedita         |
| 8  | Sakın Hayattan Vazgeçme                 | 5 novembre 2021   | inedita         |
| 9  | Aradığın Şey de Seni Arıyor             | 12 novembre 2021  | inedita         |
| 10 | Her Şey Vaktini Bekler                  | 19 novembre 2021  | inedita         |
| 11 | Hikayemizin Önsözünü Annemiz Yazar      | 26 novembre 2021  | inedita         |
| 12 | Hayat Bir Döngüdür                      | 3 dicembre 2021   | inedita         |
| 13 | Çocukluğunun Elini Tut                  | 10 dicembre 2021  | inedita         |
| 14 | Büyük Acılar Dilsizdir                  | 17 dicembre 2021  | inedita         |
| 15 | Yaşanmamış Çocukluğun Telafisi Olmaz    | 24 dicembre 2021  | inedita         |
| 16 | En Kapanmayan Yara Hep Annedir          | 28 gennaio 2022   | inedita         |
| 17 | Öfke Konuşunca Hayat Susar              | 4 febbraio 2022   | inedita         |
| 18 | Ey Zaman, Bensiz Geçme                  | 11 febbraio 2022  | inedita         |
| 19 | Veda                                    | 18 febbraio 2022  | inedita         |